# Dipteranthus
Dipteranthus là một chi thực vật có hoa trong họ, Orchidaceae.